# Vincenzo Miceli (teologo)
Vincenzo Miceli (Monreale, 28 novembre 1734 – Monreale, 11 aprile 1781) è stato un teologo e presbitero italiano, esponente della scuola filosofica monrealese, assertore della ortodossia cattolica.

## Biografia
Vincenzo Miceli nacque a Monreale da Pietro e Luisa Intravaja il 28 novembre 1734, secondo altre fonti potrebbe essere nato il 7 febbraio 1733, secondo altre ancora il 18 novembre 1734. Appartenente ad una stimata famiglia, sin da piccolo diede chiari segni di virtù e ingegno. Entrò nel Seminario arcivescovile di Monreale dove si distinse per integrità. Sebbene cagionevole di salute si applicò seriamente agli studi, mostrando penetrante intelligenza. Ordinato sacerdote studiò diritto naturale, civile, canonico sotto l’insegnamento di Vincenzo Fleres, canonico del Duomo di Palermo. Su consiglio di quest'ultimo fu ospitato dall’Arcivescovo di Monreale e mecenate Francesco Testa, nella sua casa che sarebbe stata definita non una privata dimora ma un’accademia, nella quale il Miceli entrò in contatto con personaggi quali Nicolò Cento, Tommaso Natale, Leonardo Gambino. Rimase nella casa dell'Arcivescovo per quattordici anni fino alla morte di quest'ultimo.
All’età di 31 anni sostituì il suo precettore nell’insegnamento del diritto naturale, civile e canonico presso il  seminario di Monreale. In quel periodo, forse spinto dai tanti spunti offerti dall’insegnamento, compose le Institutiones iuris naturalis, che fu l’unica opera sua pubblicata in vita. Gli altri scritti del Miceli furono pubblicati postumi, l’ultimo dei quali nel 1990. L'opera è divisa in tre parti: i doveri verso Dio, i doveri verso noi stessi e i doveri verso gli altri.
Miceli si applicò alla redazione di un’opera dedicata al diritto della Chiesa dopo essere stato nominato parroco della diocesi di Monreale da Francesco Testa, il quale morì nel 1773 e fu sostituito dallo stesso Miceli come prefetto degli studi del  seminario di Monreale.
Vincenzo Miceli morì a Monreale l’11 aprile 1781 dopo aver patito un male per tredici giorni. Fu sepolto nella chiesa del Collegio di Maria, compianto da tutta la città e anche dagli stessi nemici della sua scuola.

## Dottrina
Vincenzo Miceli progettò una nuova sistemazione delle scienze speculative senza mai dimenticare l'obiettivo di conciliare teologia e filosofia per meglio proteggere la religione. La scuola di Monreale ebbe in Miceli l'esempio più significativo della reazione contraria a quello che veniva vissuto come un assedio. I filosofi a quei tempi moderni mettevano in discussione i dogmi della religione, insofferenti alla metafisica, Miceli si adoperò per resistere a loro. Fu un filosofo cristiano che volle conoscere le armi degli avversari e utilizzarle per respingere gli attacchi. A venticinque anni scrisse la Prefazione o Saggio istorico di un sistema metafisico, che sarà pubblicato postumo solo nel 1864 da Vincenzo Di Giovanni, suo devoto seguace.
Nel saggio Miceli promette di condurre alla cognizione della teologia rivelata e riflette sulle difficoltà sempre affrontate dai filosofi. Il monrealese indica la soluzione nella «Idea del Sistema» che, partendo dalla natura della cognizione dell'Essere, porti il lettore alla ragion della rivelazione, dei misteri della Chiesa cristiana e del suo ordinamento gerarchico e liturgico. Miceli persegue l'obiettivo di creare un'ortodossia mistica, ponendosi in una posizione del tutto estranea al secolo illuminista. La ragione rimane lontana dalla sua teoria, in ogni argomentazione il filosofo partiva dalla convinzione che nessuna sapienza umana può condurci sino al punto in cui ci ha condotto la divina, fornitaci dall'insegnamento cristiano. Il nuovo edificio filosofico creato da Miceli era un sistema difensivo: serviva a migliorare e correggere le altre teorie, voleva opporre dighe ideologiche per contenere le moderne filosofie pronte a invadere le scuole siciliane. Era quindi una parte non piccola del compito dei vescovi siciliani di rifondazione religiosa della società in Sicilia, dove Francesco Testa, anche per il suo ruolo di Sommo Inquisitore, ricopriva un ruolo centrale.
Quando nel 1765 Vincenzo Fleres si ritira dall'insegnamento nel seminario e l'arcivescovo assegna la cattedra a Miceli, Monreale è chiamata "Atene di Sicilia" e "cittadella della metafisica", in tanti arrivano per studiare la nuovissima filosofia. Ma le idee del sistema miceliano non furono tali da potercene interamente lodare, scrive il canonico Gaetano Millunzi incolpando i tempi tribolati se egli fu troppo tenero del Leibnizio e del Wolfio. E anche il Di Giovanni aggiunge che il nuovo sistema era allora più confidato alla mente degli scolari che a pubbliche scritture: sì che il Miceli ebbe caldissimi favoreggiatori, ma non men tenaci oppositori specialmente in Palermo. Da questi dissensi derivò forse che gli scritti del Miceli restassero inediti, e, se non distrutti, difficili da avere per le mani: «onde quel non so che di misterioso per cui da tutti si parlava del sistema miceliano, da pochi s'intendea; e chi ne era apologista sviscerato per qualche teorema sentito dimostrare, chi ne era ubbìoso, se non avversario, per condanna sentita farne ai non pochi che s'ebbe nemici la scuola che si diceva idealista o spinoziana del Miceli». «I tempi non andavan propizi al nome e alla fama di lui», sintetizza Scinà.
A Monreale gli studi prendevano forma speculativa e astratta, ma già a Palermo quelle speculazioni non creavano entusiasmo, anzi muovevano al riso e alla noia. Si parlava del Miceli come di uno che dava nel fanatico, e occultava sotto il mantello della religione lo spinozismo. Giuseppe Guglieri, già docente a Urbino e prefetto degli studi a Monreale, professore di matematica e fisica e anche forbito latinista molto stimato dall'arcivescovo, pubblicava un compendio di filosofia universale dove sembrava che il principale obiettivo fosse l'opposizione alle dottrine miceliane.
Vincenzo Miceli era accusato dagli avversari di manipolare la filosofia di Spinoza per adattarla all'ortodossia cattolica. Il sistema di Miceli aveva troppi avversari, «nella lotta i colpi più vibrati si dirigono, come a bersaglio, contro il nome del Miceli e contro le sue dottrine». Ancora peggio fu però essere messo alla berlina da Giovanni Meli, che fra il 1768 e il 1770 gli dedicava il "romanzo filosofico" L'origini di lu munnu, capolavoro satirico.